# Minor Earth Major Sky (пісня)
Minor Earth Major Sky — другий сингл альбому Minor Earth Major Sky новерзького гурту a-ha, випущений 22 липня 2000 року. Пісня досягла позиції #1 у трьох європейських національних сингл-чартах.

## Музиканти
- Пол Воктор-Савой (Paul Waaktaar-Savoy) (6 вересня 1961) — композитор, гітарист, вокалист.
- Магне Фуругольмен (Magne Furuholmen) (1 листопада 1962) — клавішник, композитор, вокаліст, гітарист.
- Мортен Гаркет (Morten Harket) (14 вересня 1959) — вокаліст.

## Версії
Сингл містив 7 різних версій «Minor Earth Major Sky»:
- «niven's radio edit» — remixed by Niven Garland (4:02)
- «black dog mix» — additional production and remix by R.A.S. & Island Brothers (4:07)
- «millennia nova remix» — additional production and remix by Millennia Nova (4:29)
- «ian pooley's deep mix» — additional production and remix by Ian Pooley (6:16);
- «atb club remix» — additional production and remix by André Tanneberger at ATB Studio 4 (5:47)
- «early version» — produced by a-ha and Kjetil Bjerkestrand (5:10)
- «album version» — mixed by Niven Garland (5:24).